# Jezioro Kubieńskie
Jezioro Kubieńskie (ros. Кубенское озеро, Kubienskoje oziero) – jezioro w europejskiej części Rosji, w obwodzie wołogodzkim, na północ od Wołogdy. Leży na bagnistej nizinie na wysokości 109 m n.p.m. i zajmuje powierzchnię 648 km² (po przekształceniu w 1917 roku w zbiornik zaporowy, wcześniej – 407 km²). Rozciąga się z północnego zachodu na południowy wschód na długości ok. 60 km i szerokości do 15 km. Średnia głębokość jeziora wynosi 3 m, maksymalna zaś – 13 m. Brzegi i dno są w przeważającej części piaszczyste. Jezioro zasilane jest w największym stopniu przez śniegi. Poziom wody waha się średnio o 1,5 m, przy czym najwyższy występuje w okresie od maja do lipca i sierpnia. Ponadto charakterystycznym dla jeziora jest występowanie silnych szkwałów. Jezioro zamarza na przełomie października i listopada, pokrywa lodowa topnieje pod koniec kwietnia lub w maju. Z jeziora wypływa rzeka Suchona, do jeziora wpadają zaś m.in. Kubiena, Uftiuga i Porozowica. Przez Porozowicę i Kanał Północnodwiński połączone jest ono z Bałtycko-Wołżańską Drogą Wodną. Jezioro wykorzystywane jest do żeglugi i rybołówstwa (nelma, leszcz, szczupak, sander).